# Maxmilián Rudolf ze Schleinitz
Maxmilián Rudolf svobodný pán von Schleinitz, počeštěně ze Šlejnic (německy Maximilian Rudolf Freiherr von Schleinitz, 1605, Varnsdorf – 13. října 1675, Litoměřice) byl německý šlechtic z rodu Šlejniců, teolog, prelát a první biskup v Litoměřicích – tohoto postu dosáhl po dvacetiletém snažení.

## Studium a začátek kariéry

Znak biskupa Schleinitze

Pocházel ze starého saského šlechtického rodu Schleinitzů/Šlejniců, sídlícím ve Šluknovském výběžku. Narodil se ve Varnsdorfu roku 1605 jako syn Albrechta ze Schleinitz a Anny, rozené z Říčan a Leskovce. Studoval filozofii a teologii a byl prohlášen jejím doktorem. Podnikl různé cesty do ciziny. V Římě vstoupil do proslulého Collegia Romana (Římská kolej) a rozhodl se zvolit duchovní stav. Počátkem roku 1630 se vrátil do Prahy, kde obdržel 6. května od kardinála Harracha vyšší svěcení. Brzy potom působil na různých místech v duchovní správě jako farář, vikář a děkan. Roku 1634 byl děkanem ve Frýdlantu a poté v Pardubicích. Tato pastorační průprava ho naučila vytrvalosti v práci a podnikání.

## Z Prahy do Litoměřic
12. června 1635 byl zvolen kanovníkem Metropolitní kapituly u sv. Víta v Praze, později i jejím kantorem, předtím také kanovníkem v Olomouci. Pražský arcibiskup kardinál Harrach si cenil jeho vzdělanosti a katolické horlivosti, téhož roku 1635 ho jmenoval nejdříve oficiálem a posléze svým generálním vikářem. 7. ledna 1637 získal pražskou kanovnickou prebendu a přesně dva měsíce po smrti litoměřického probošta Jana Ctibora Kotvy ho Ferdinand III. dne 24. listopadu 1637 ustanovil proboštem v Litoměřicích.
Náboženské poměry ve městě i na proboštství v Litoměřicích byly při zavádění protireformace v období třicetileté války značně neuspořádané, a budovy se nacházely v dezolátním stavu. Kapitula se nemohla dovolat pomoci u císaře, a proto požádala přímým listem římskou Kongregaci pro propagaci víry (Sacra congregatio de propaganda fide) o přidělení tisíce zlatých z fondu solní pokladny. V průvodním listu arcibiskupského sekretáře se dokonce praví, že není v zemi kapituly a kostela, který by tolik trpěl jako v Litoměřicích. Střecha proboštství byla zničená, zeď kolem jeho budovy rozvalená, domek jediného sídelního kanovníka zpola v sutinách. Za tohoto stavu podal generál císařské armády Rudolf z Colloreda návrh proměnit starobylý proboštský pahorek ve vojenskou citadelu (pevnost).
Od počátku se Maxmilián s velkou pílí věnoval zlepšení celkového stavu proboštství a kapituly. Právě jeho znalost církevního práva, důslednost a velmi dobré styky mu umožnily tuto funkci úspěšně vykonávat. V té době se začalo rovněž jednat o ustavení nového biskupství v Litoměřicích.
Za pobytu kardinála Harracha v Římě roku 1637 se znovu projednávalo založení biskupství. Schleinitz sám podal první návrh na jeho zřízení roku 1640. Popisuje v něm především duchovní rozvrat Litoměřicka vlivem reformace a materiální potřeby budoucího litoměřického biskupství. Navrhuje, aby bylo proboštství ponecháno v tradiční sestavě, v níž by probošt, děkan a čtyři kapitulárové tvořili katedrální kapitulu. Rovněž doporučil, aby se pro dataci biskupství získalo panství ve vzdálenosti 2 až 3 mil od Litoměřic za cenu asi 50 tisíc zlatých, a doporučil koupi panství Stvolínky.
Další návrh podal probošt Schleinitz roku 1642. Navrhoval v něm změnu v koupi panství, a to buď Trnovany nebo Chobolice, Třebušín, Hrdly a Kamýk. Dále odůvodnil, proč by se měl dosavadní proboštský kostel stát katedrálou: „Má totiž výbornou polohu, může být okolo něj postaveno dostatečné množství budov atd.“ Kdyby se měl stát katedrálou litoměřický městský kostel, bylo by zapotřebí daleko vyšších nákladů a nebylo by pravděpodobně možné ubytovat všechny duchovní ve městě.

## Vzniklitoměřické diecéze
Schleinitz věnoval zřízení litoměřického biskupství značnou energii také proto, že usiloval tuto vysokou církevní hodnost získat. Nejdříve si propracovanou koncepcí projektu naklonil kardinála Harracha, který mu jako jeho důvěrný přítel slíbil veškerou pomoc. Ihned poté poslal císaři prosbu o jmenování. Císař Schleinitzovu energii a oddanost dobře znal, proto vyhověl jeho suplice a dne 11. prosince 1647 dal vystavit císařský dekret, v němž byl probošt Schleinitz designován jako protobiskup litoměřického biskupství. Následně bylo potřeba schválení papeže Inocence X. Kardinál Harrach proto poslal papeži v prosince 1647 obsáhlé dobrozdání o celé této otázce (v podstatě se držel Schleinitzových návrhů). Jednání bylo velmi dlouhé a složité. Šlo totiž nejen o vůbec první jmenování, ale rozhodovalo se o celé budoucí proceduře ve jmenování všech biskupů v Čechách. Jelikož se hledal vhodný kompromis, dospělo se k vyřešení až roku 1654. Řím ustoupil v první fázi natolik, že chtěl císaři ponechat právo jmenování prvního biskupa, další jmenování se měla dít volbou kapituly. Kardinál Harrach 1. května 1655 z Říma oznámil dlouho očekávanou příznivou zprávu. Ve svém posledním zasedání Propaganda definitivně rozhodla zřídit nové biskupství v Litoměřicích. Harrach ještě v květnu požádal Schleinitze, aby přijel do Říma ke konsekraci.

## První litoměřický biskup

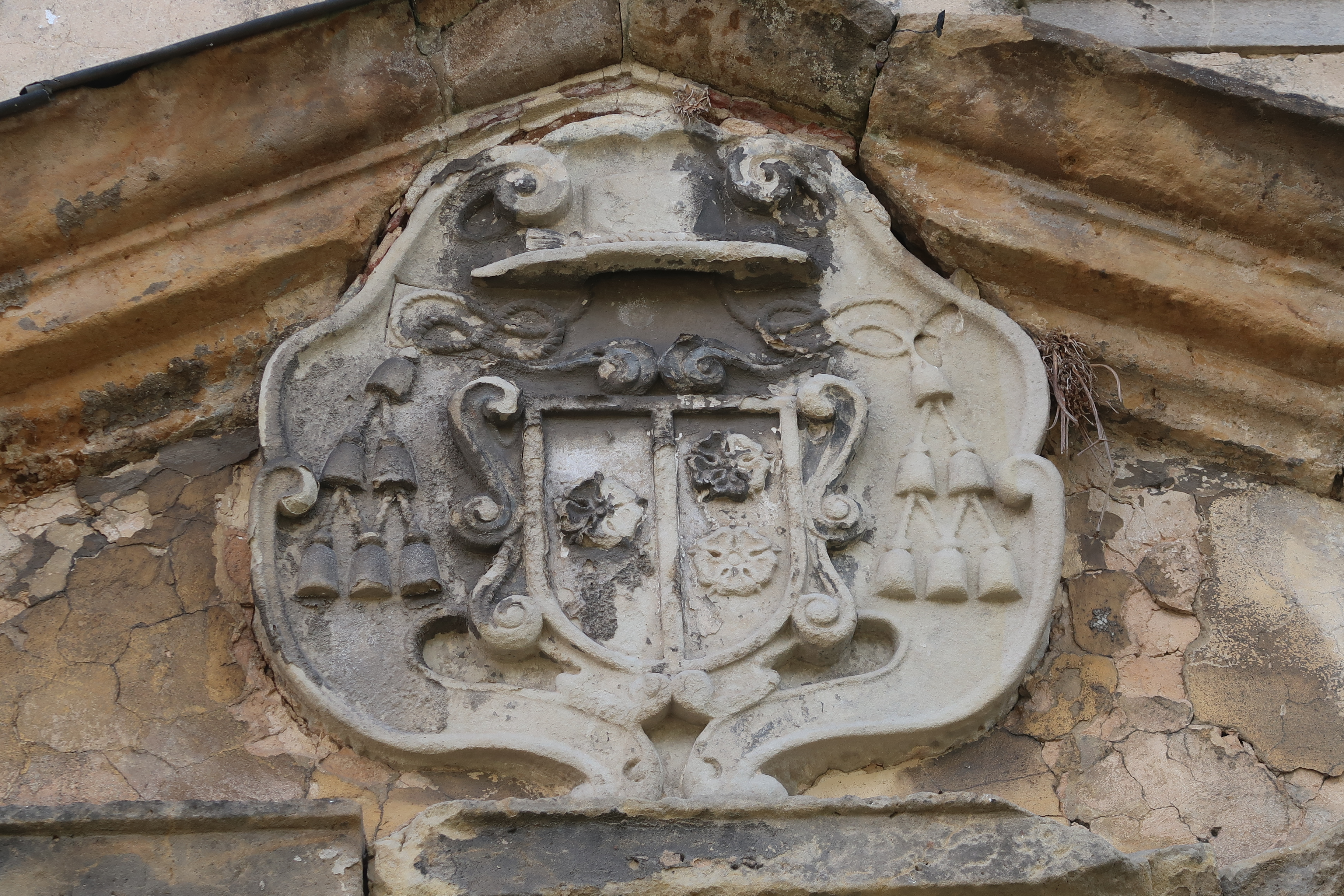
Erb biskupa Maxmiliána Rudolfa Schleinitze nad hlavním vstupem zámku Stvolínky

Dne 24. května 1655 znovu za přítomnosti papeže a kardinálů byla prohlášena papežská praekonizace. Dne 2. června 1655 dostal Schleinitz spolu se třemi biskupy od papeže rocchetto jako znamení konfirmace a 3. července 1655 obdržel v kostele Il Gesù biskupské svěcení od kardinála Brancaccia. Předepsanou přísahu složil do rukou kardinála-diakona Orsinyho. Před odjezdem do Litoměřic byl Schleinitz ještě na zvláštní audienci u papeže, kterému předal své epigramy. Jeho zpáteční cesta vedla přes Veronu, Salcburk, Linec a Prahu. Ze všech míst posílal Harrachovi děkovné dopisy. Do Litoměřic přijel 19. nebo 20. srpna 1655. Celá cesta stála Schleinitze přes 6 tisíc zlatých. I když byl Schleinitz 3. července 1655 konsekrován, nemohla se v Litoměřicích uskutečnit jeho intronizace, dokud nebyly k dispozici papežské buly. Ty byly doručeny teprve 12. ledna 1656. Dne 6. března 1656 zaslal Schleinitz svůj první pastýřský list kléru své diecéze, v němž je informoval o kanonickém zřízení Litoměřického biskupství a o zřeknutí se práva na Litoměřický kraj ze strany kardinála Harracha. Současně vydal i cirkulář o postní době a cirkulář klášterům ve své diecézi, v němž žádal, aby mu jednotlivé kláštery zaslaly přesný popis svého kláštera. Za svého generálního vikáře určil litoměřického městského děkana Tobiáše Březinu. Dne 25. května 1656 se pak uskutečnila slavnostní intronizace. Litoměřický biskup zaujal v čestném pořadí církevní hierarchie v Čechách druhé místo hned za pražským arcibiskupem.

## Pastorační práce v diecézi
Nová diecéze byla silně zpustošena, vylidněna a pociťovala velký nedostatek kněží. Obyvatelstvo se jen zčásti hlásilo ke katolictví, a tak nového biskupa čekal těžký úkol. Díky vlastní obětavosti, prozíravosti a energii se mu podařilo během jeho episkopátu diecézi pevně konstituovat.
V ohledu církevně správním rozdělil Schleinitz roku 1656 diecézi zprvu jen na dva vikariáty, územně vytvořené tokem Labe, k nimž připojil po třech letech fary v Mělníce, v České Lípě, Benešově nad Ploučnicí, v Mostě, v Třebenicích a v České Kamenici, jako zárodky dalších vikariátů. Pastoračně napomáhal rozkvětu náboženského života vydáním přísných diecézních statu a zaváděním pravidelných misií po osadách.
První litoměřický biskup nezapomněl ani na kapitulu, která se z kolegiátní změnila na katedrální. Schleinitz se musel v Litoměřicích zpočátku spokojit pouze s dómským děkanem a jediným tzv. královským kanovníkem. Usiloval proto, aby kapitula čítala šest členů. To se však nepodařilo, i když sám 6. května 1671 založil z vlastního jmění další kanonikát tzv. schleinitzovský. Kapitula zůstala až do jeho smrti omezena jen na tři rezidenční kapituláře. Mohla být však rozšířena o čestné kanonikáty. Biskupovi se též nepodařilo pro nedostatek prostředků zřídit seminář, a proto musel vysílat vhodné kandidáty do pražského arcibiskupského semináře. Za pomoci jezuitské koleje v Litoměřicích však roku 1675 zřídil jakousi přípravu – tzv. seminář sv. Josefa. Zprvu v něm studovali čtyři kandidáti kněžství, později se jejich počet zvýšil na šest. Schleinitz začal stavět i nádhernou katedrálu na litoměřickém Dómském pahorku, ale jejího dokončení se nedočkal. Katedrála byla až roku 1677 dostavěna natolik, v ní mohla být dne 17. září 1677 udělena první kněžská svěcení, nemohla však být podle církevních zákonů vysvěcena, protože neměla právně zajištěnou potřebnou dotaci. Když byla získána tato dotace, mohl 21. září 1681 Schleinitzův nástupce biskup Šterberk tuto katedrálu vysvětit. Zcela dostavěna byla však až na počátku 20. století.
Nový biskup neobyčejně dbal o mravní život kněžstva jeho disciplínu. Svědčí o tom jeho pastýřské listy a zejména jím koncipovaná a roku 1674 též tiskem vydaná „Instructio parochialis“. Ta byla ve své době tak dokonalá, že ji v jiných diecézích napodobovali a v litoměřické diecézi platila prakticky až do josefínských reforem.

## Výstavba nové katedrály
Vystavěl novou barokní katedrálu, na místě bývalého kapitulního gotického chrámu. Základní dispozice katedrály navrhl Schleinitz sám. Protože působil dříve jako probošt kapituly, věděl, že ve starém gotickém litoměřickém chrámě sv. Štěpána byly vyvýšené náhrobky, přes které lidé zakopávali a lámali si nohy, rozhodl se u nového kostela otázku ostatků předchůdců řešit jinak. Pojal celkovou koncepci jako teologickou kompozici (dodnes jsou zachovány jeho náčrtky). Chápal ji jako katedrálu o hlavním oltáři a šesti oltářích v bočních kaplích (zakomponoval do katedrály starozákonní symbol Boží přítomnosti - sedmiramenný svícen). Když člověk vstoupil do katedrály setkal se nejprve po pravé a levé straně u prvních dvou kaplí se světci české církve (kaple sv. Václava a sv. Vojtěcha). Návštěvník tak vstoupil do prostoru české církve. V následujících dvou kaplích s motivy Starého a Nového zákona (putující lid Starého a Nového zákona). Na průsečíku těchto kaplí se člověk setkává s biblickým poselstvím a univerzální církví. Nakonec u dvou předních protilehlých kaplí s motivy Panny Marie (narození Krista a Pieta). Jedná se o mariánský rozměr křesťanského života od narození až po smrt. Vrcholem celé kompozice je pak hlavní oltář zasvěcený patronu katedrály prvomučeníkovi sv. Štěpánovi. Zde je vyjádřena oběť, a to jak při mešní oběti, která se zde pravidelně koná, tak i osobní oběť všech následovníků Krista, počínaje sv. Štěpánem. Otázku náhrobků vyřešil tak, že pod každou kaplí i hlavním oltářem je krypta, kde jsou uloženy ostatky z těchto náhrobků. Zde nakonec našly odpočinek i jeho vlastní ostatky.
Město Litoměřice bylo povýšeno zřízením nejvyššího církevního správního celku na středisko severozápadních Čech. Stavba katedrály byla svěřena italskému mistru Giuliu Broggiovi, který započal budovat kolem roku 1664 ve spolupráci s pražským architektem Janem Dominikem Orsim. Pro kostel namaloval pět velikých pláten Karel Škréta. Jako odměnu, snad jen částečnou, dostal tento malíř některé vinice pod Radobýlem. Náklady na stavbu a výzdobu katedrály byly možné díky značnému příspěvku z tzv. "solní pokladny", který doplnil svým dědickým podílem ve výši skoro 150.000 zlatých. Mohl proto stavět kostel i zakoupit pro biskupství statek v Drmech. K tomu dal postavit od základů čtyři kanovnické domy a fundoval dva nové tzv. "Schleinitzovské" kanonikáty a opatřil také stavební místo pro novou biskupskou rezidenci. Roku 1657 vysvětil litoměřický kapucínský kostel při klášteře, stavěný stavitelem Kochem z Ústí nad Labem, za účasti městských umělců-řemeslníků, kteří vytvořili celé společenstvo. Bylo mezi nimi mnoho členů italského původu.
Biskup Schleinitz měl velice kladný vztah k soudobému umění a vědě. Byl též štědrým mecenášem. Udržoval živé a přátelské vztahy s historikem Bohuslavem Balbínem, malířem Karlem Škrétou a jinými osobnostmi své doby. Sám byl rovněž literárně činný. Skládal latinské verše, napsal své paměti a věnoval se i historii. Jeho díla stojí přirozeně jen na výši své doby a jako historik podléhal značně své fantazii (např. rukopis „Vandalo Bohemia“). Měl také kladný vztah k českému národu. Uměl česky číst a psát (např. český text intronizace).

## Závěr života
Byl tak horlivý, že se po smrti kardinála Harracha vážně uvažovalo v pražské kapitule o jeho kandidatuře na arcibiskupa pražského proti kandidátovi Matouši Ferdinandovi Sobkovi. Od podzimu 1672 se však biskupův zdravotní stav začal zhoršovat, zcela vyčerpán ulehl a 13. října 1675 zemřel ve věku sedmdesáti let. Byl pochován před mariánským oltářem ještě rozestavěné katedrály. Dnes, v 21. století, jsou jeho ostatky v kryptě presbytáře pod hlavním oltářem. Jeho závěť dosvědčuje jeho vznešené a hluboce křesťanské smýšlení. Sám si dal zřídit v nové katedrále hrobku, pro kterou složil i náhrobní text. Maxmilián Rudolf Schleinitz má nejen osobní zásluhy na založení litoměřické diecéze, ale stal se jako první mimopražský biskup a hluboce etický člověk i výraznou osobností své doby. S jeho jménem je tak litoměřická diecéze dodnes spojena.